# 기시와다시
기시와다시(일본어: 岸和田市)는 일본 오사카부 남부에 있는 시이다.
에도 시대에는 기시와다번의 성시(조카마치)로 번창했다. 기시와다시는 영주 외국인과 일본 국내 거주 기간이 3년을 넘거나 만 18세 이상으로 3개월 이상 시내에 거주하는 정주 외국인에게도 투표권(참정권은 아님)을 인정하고 있다. 와타세 유의 고향이기도 하다.

## 지리
오사카부 남서부에 위치하고 오사카만에서 이즈미 산맥에 이르는 홀쭉한 모양(동서 7.6km, 남북 17.3km)이다.
오사카만과 접하는 중심부는 간에이 시대(17세기 초) 이후 기시와다 지방 영주 오카베씨의 성시로 번창하였고 메이지 시대 중기 이후에는 센슈 면직물을 주로 하는 방직공업 도시로 발전했다. 1966년에는 임해부를 매립해 공업단지가 건설된 이후 목재 콤비나트(combinat)와 철공 단지가 만들어졌다.
이즈미 산맥 기슭의 대지에서는 저수지 관개에 의한 쌀과 양파, 귤, 복숭아, 화훼의 재배가 번성한다. 또 간사이 국제공항에서 차로 약 15분 거리에 있고 오사카 도심부에서는 난카이 전기 철도(난카이 본선, 난카이 공항선), JR 서일본(한와선, 간사이 공항선), 한신 고속도로(4호 만안선), NEXCO 서일본(한와 자동차도)가 통과하기 때문에 교통 접근성이 좋다(오사카 도심부에서 약 20~35분). 해발 고도는 0.0m~865.7m이다.

## 역사
기시와다에 사람이 살았다는 가장 오래된 증거는 마유야마 고분이다. 기사와다의 가장 인기 있는 기원에 관한 이야기는 14세기의 것이다. 난보쿠초 시대(1336년~1392년)에 마사히게-구스노키 씨의 쇼군 와다 다케이에는 이즈미번의 기시라고 알려진 지역의 행정관으로 파견되었다. 그는 이름을 기시노 와다도노로 바꿨고 도시의 훗날 이름인 기시와다라는 이름이 탄생하게끔 하였다.
기시와다성은 현재 위치에서 600m 떨어져 있었고 기시와다-고조-아토로 불렸다. 고고강으로 알려진 주변의 강은 이것이 오래된 구조물임을 말해주고 있다. 기시와다성 또는 지키리성은 1597년에 고이데 히데마사에 의해 세워졌다. 오카베 미노의 통치자 노부카쓰는 1640년에 다카쓰키로부터 성을 탈취하였다. 오카베씨는 13대에 걸쳐 메이지 유신 때까지 이곳을 점유하였다.
1703년에 도시에서 단지리 축제가 시작되었다. 기시와다시는 공식적으로 다이쇼 시대인 1922년에 센난군 기시와다정에서 시로 승격되면서 세워졌다. 일본에서 87번째로 시가 되었고 오사카부에서는 3번째로 시가 되었다. 메이지 시대부터 도시는 센슈 면화로 유명한 방직 산업과 렌즈 산업을 중심으로 발전하였다.
- 1881년 - 오사카부에 편입되었다.
- 1889년 4월 1일 - 정촌제 시행으로 미나미군 기시와다정이 성립하였다.
- 1922년 11월 1일 - 오사카부에서 3번째로 시로 승격해 기시와다시가 되었다.
- 2002년 4월 1일 - 특례시로 승격하였다.
- 2003년 7월 15일 - 기시와다시-다다오카정 합병협의회가 설립되었다.
- 2004년 - 다다오카정에서 실시된 합병에 관한 주민투표 결과, 반대가 다수를 차지함에 따라 다다오카정의 요청으로 기시와다시-다다오카정 합병협의회가 해산되었다.

## 교통

### 철도
- 서일본 여객철도 한와선
- 난카이 전기 철도 본선

### 도로
- 한와 자동차도
- 국도 26호선
- 국도 제170호선 (일본)(일본어판)

## 자매결연 도시
- 일본 가나가와현 오다와라시(1968년 6월 26일에 교류 도시 체결)
- 중화인민공화국 상하이시 양푸구(2002년 10월 31일에 우호 교류 도시 체결)
- 중화인민공화국 광둥성 산터우시(1990년 6월 2일에 우호 도시 체결)
- 대한민국 서울특별시 영등포구(2002년 10월 31일에 자매 도시 체결)
- 미국 캘리포니아주 사우스샌프란시스코(1992년 10월 30일에 자매 도시 체결)

## 인구
| 연도 | 인구      | ±% |
| ---- | --------- | -- |
| 1970 | 162,022명 | —  |
| 1975 | 174,952명 | —  |
| 1980 | 180,317명 | —  |
| 1985 | 185,731명 | —  |
| 1990 | 188,563명 | —  |
| 1995 | 194,818명 | —  |
| 2000 | 200,104명 | —  |
| 2005 | 201,000명 | —  |
| 2010 | 199,234명 | —  |
| 2015 | 194,911명 | —  |
| 2020 | 190,658명 | —  |

## 기시와다시를 무대로 한 작품
- 《카네이션》 (2011년 하반기 NHK 연속 TV 소설)
- 소년우연대 (소설)